# Württembergische Eisenbahn-Gesellschaft
De Württembergische Eisenbahn-Gesellschaft mbH (WEG) is een private spoorwegonderneming in Duitsland. Sinds de verkoop van de aandelen van EnBW in WEG is de onderneming voor 100% een dochter van Transdev GmbH.

## Geschiedenis

Logo van WEG tot 2015

Logo van WEG in de jaren '80

De Württembergische Eisenbahn-Gesellschaft werd op 13 mei 1899 in Stuttgart opgericht. WEG bouwde tot 1907 negen zijlijnen en een lokale lijn in de Koninkrijk Württemberg, samen met een totale lengte van meer dan 100 kilometer. De spoorlijnen van WEG waren geen samenhangend netwerk, omdat de private spoorwegen werden gebouwd op locaties waar het voor de staatspoorweg niet loonde. Deze waren meestal in de randgebieden en werden aangesloten op de opkomende industriële centra van Württemberg.

### Eigenaren
In 1909 verwierf de AG für Bahn-Bau und -Betrieb (BBB) 95% van de aandelen in WEG. De BBB werd in 1928 door de AG für Verkehrswese (AGV) overgenomen en hernoemde zich in 1929 naar Deutsche Eisenbahn-Gesellschaft (DEGA, later DEG). In kader van een reorganisatie van de AGV-concern bezat de AGV nu nog 95% van de aandelen in WEG. In 1966 werd WEG omgezet van een Aktiengesellschaft in een GmbH.
Tussen de DEG en de WEG ontstond sinds 1968 een steeds sterker wordende verbinding, in de loop van de tijd heeft DEG een groot deel van de beheerstaken overgenomen. Een formele overdracht van de WEG-aandelen naar de DEG vond pas plaats in de jaren negentig, toen de AGIV haar aandelen aan DEG volledig had overgegeven.
In 2000 verkocht de EnBW haar aandeel van 40% in DEG aan het Franse concern Vivendi SA, die sinds 1996 60% van de aandelen had, waardoor zij volledig eigenaar werden van WEG. De Württembergische Eisenbahn-Gesellschaft werd, zoals alle dochterondernemingen van DEG, in de Vivendi-dochteronderneming Connex Verkehr GmbH ondergebracht. Sinds 2006 tot 15 maart 2015 handelde Connex in Duitsland onder de naam Veolia Verkehr, en sinds 16 maart 2015 onder de naam Transdev GmbH.

### Voorloper in de dieselexploitatie
De WEG was een voorloper bij de private spoorwegondernemingen in de dieselexploitatie op haar spoorlijnen. Om de exploitatie voor de lange termijn zeker te stellen, schafte WEG al in 1952 haar eerste dieseltreinstel bij Maschinenfabrik Esslingen aan, twee Esslinger Triebwagen. Ook werd van de Deutsche Bundesbahn (DB) tweedehandse dieseltreinstellen overgenomen en gemoderniseerd, zoals de DB VT 70 900-901. Deze treinstellen vervulde het treinverkeer op de gehele lijn. Goederenwagons werden eenvoudig aangehangen, daarnaast werd het overige materieel sterk gemoderniseerd.

### Modernisering
Begin van de jaren '80 begon de WEG veel van haar oudere materieel te moderniseren. Er werd een nieuw logo ingevoerd en een eigen huisstijl aangebracht. Daarbij werden de treinstellen in een lichtgrijze grondtoon geverfd. Het dak werd zilver geverfd en een oranje band ter hoogte van de ramen met een lichtblauwe streep net onder de ramen.
De WEG presenteerde een populaire bestemming voor de liefhebbers van oude treinstellen. Zo reden voor enkele jaren nog treinstellen uit de jaren '50 en '60 op de sporen van WEG, die door de Maschinenfabrik Esslingen en MAN geproduceerd zijn. Op de Tälisbahn reed tot in het jaar 2010 een unicum, een van de DB verworven vierasser uit 1928, die een sterke Büssingmotor had die het onvervangbaar maakte voor het goederenverkeer. De locomotief is in bezit van de Ulmer Eisenbahnfreunde en wordt op de museumlijn van Amstetten naar Gerstetten ingezet. Op de Vaihinger Stadtbahn reed tot de staking van de treindienst een voormalige DB-treinstel uit 1926.

### Stilleggen van spoorlijnen

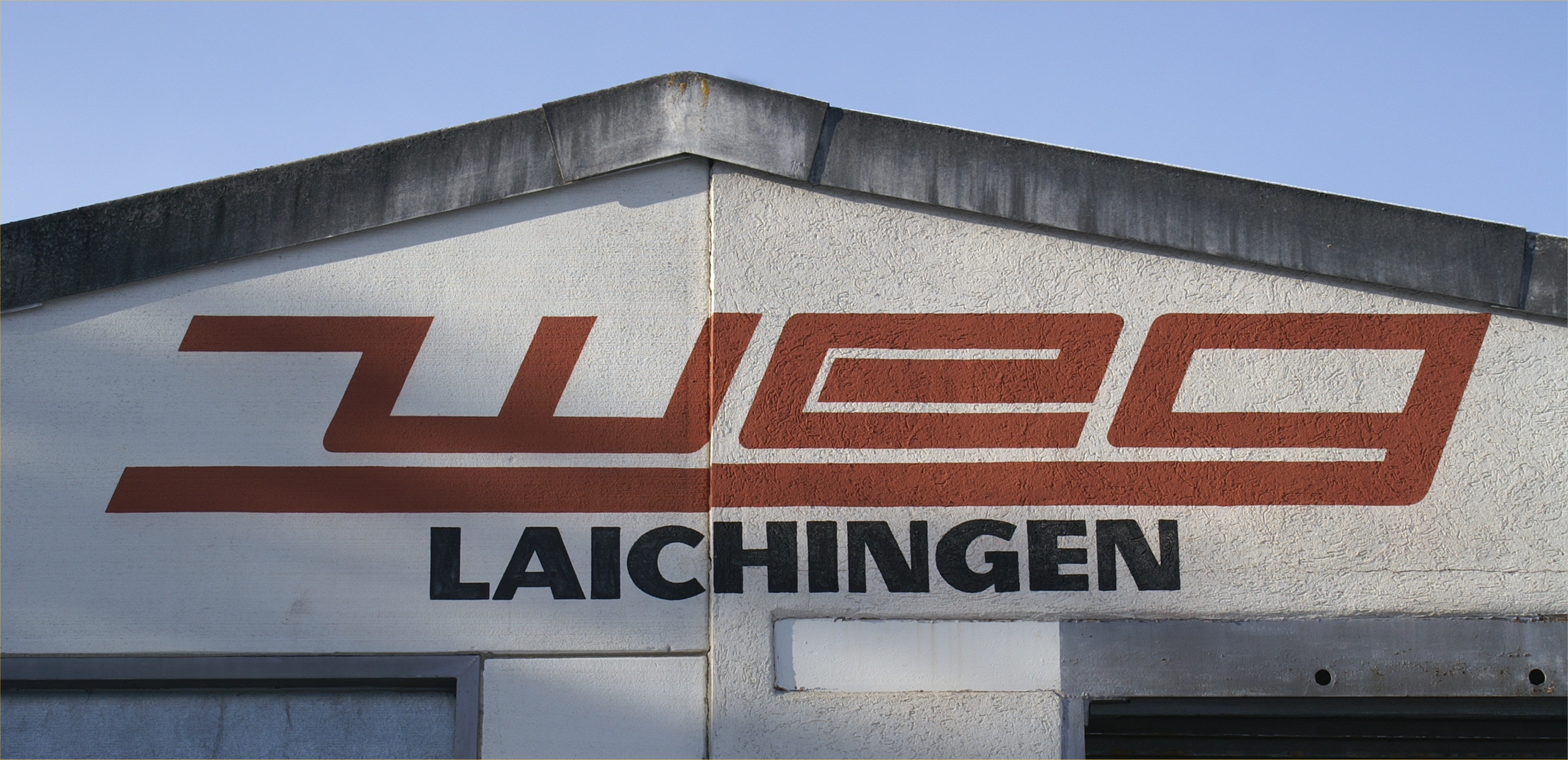
WEG-logo op de voormalige locomotiefloods in Laichingen (2009)

Nadat de Württembergische Nebenbahn GmbH (WM) met haar twee overgebleven spoorlijnen in 1984 in WEG opging, stopte de Bondsregering de gasoliesubsidie. Hierdoor kon WEG haar smalsporige lijn van Amstetten naar Laichingen niet meer kostendekkend exploiteren. De lijn werd in 1985 gesloten en van Laichingen tot kort voor het station Oppingen opgebroken. Van de voormalige 22,6 kilometer lange spoorlijn bestaat nu nog 5,7 kilometer als museumspoorweg Albbähnle van Amstetten naar Oppingen.
Tot midden jaren '90 exploiteerde WEG de meeste spoorlijnen in eigen regie, derhalve bijna zonder subsidie. De kleine verbindingen kunnen meestal af met één treinstel plus een bijwagen zonder reservematerieel. Hierdoor kunnen de uitgaven worden gedekt door de inkomsten. De Zwabische zuinigheid houdt deze spoorlijnen in leven, maar de sluiting van diverse spoorlijnen was uiteindelijk onvermijdelijk. In de bovenbouw werd bij de meeste spoorlijn niet meer geïnvesteerd, de Deutsche Bahn stopte met het stukgoederenvervoer en de WEG werd aan de Connex-groep verkocht. Zo werden de spoorlijnen Jagstfeld - Ohrnberg (1993), Amstetten - Gerstetten (1996), Ebingen - Onstmettingen (Talgangbahn; 1998) en Gaildorf - Untergröningen (2000) in het reizigersverkeer evenals de Vaihinger Stadtbahn (2002) gesloten.
Een Stadtbahn-concept voor de spoorlijn Jagstfeld - Hardthausen haalde het niet door de kosten, evenals de heropening van de Talgangbahn door de Hohenzollerische Landesbahn in 2002.

### De WEG in de 21e eeuw
De WEG bezit alleen nog een eigen spoorlijn met een reguliere exploitatie, de Tälesbahn van Nürtingen naar Neuffen.
Daarbij komen drie verdere spoorlijnen, die WEG in opdracht van de diverse OV-autoriteiten exploiteert: sinds 1994 exploiteert WEG in opdracht van het Zweckverband Verkehrsverband Wieslauftalbahn de Wieslauftalbahn van Schorndorf naar Rudersberg, later verlengd tot in de wijk Oberndorf. In 1996 werd de Schönbuchbahn van Böblingen naar Dettenhausen door de Zweckverband Verkehrsverband Schönbuchbahn heropend. In beide gevallen werd WEG als exploitant aangewezen, omdat ze de beste aanbieding voor de exploitatie van deze zijlijnen gaf. Sinds 2009 exploiteert WEG in opdracht van het Zweckverband Strohgäubahn de Strohgäubahn van Korntal naar Weissach. Tot 2009 was WEG de eigenaar van deze spoorlijn.
Bovendien verzorgt WEG logistieke diensten voor de Deutsche Bahn.
In 1993 verhuisde de onderneming van Stuttgart naar Waiblingen, waarbij WEG introk in het kantoor van het overgenomen Omnibus-Verkehrs Ruoff.

## Materieel

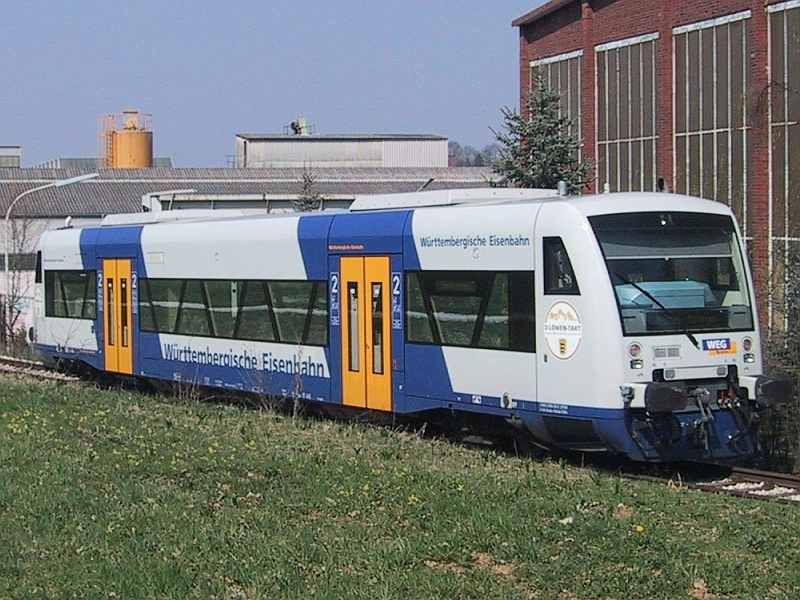
Regio-Shuttle RS1 van de WEG op de Tälesbahn (2002)

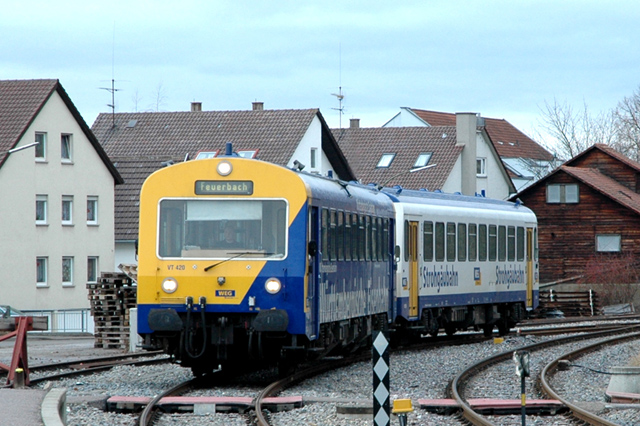
NE 81 treinstel van WEG in Heimerdingen (2006)

De Württembergische Eisenbahn-Gesellschaft heeft twee types dieseltreinstellen voor de exploitatie.
WEG heeft 22 Regio-Shuttles in de serie VT 400. Deze lichtgewicht dieseltreinstellen bestaat uit één deel. De eerste serie is gebouwd door Adtranz en de laatste serie, de RS 1, is gebouwd door Stadler Rail.
Daarnaast heeft WEG nog 4 NE 81 dieseltreinstellen. Deze treinstellen zijn gebouwd in de jaren '80 en '90 en werden door de WEG begin 21e eeuw overgenomen. Van de 4 treinstellen zijn er twee motorwagens, één bijwagen en één stuurstandwagen.

## Spoorlijnen
| Spoorlijn                 | Naam van de spoorlijn            | Spoorbreedte | Periode      | Opmerkingen                                                                                |
| ------------------------- | -------------------------------- | ------------ | ------------ | ------------------------------------------------------------------------------------------ |
| Nürtingen - Neuffen       | Tälesbahn                        | 1435 mm      | 1900 - heden |                                                                                            |
| Ebingen - Onstmettingen   | Talgangbahn                      | 1435 mm      | 1901 - 1998  |                                                                                            |
| Amstetten - Laichingen    | Albbähnle                        | 1000 mm      | 1901 - 1985  | Amstetten - Oppingen museumlijn van de Ulmer Eisenbahnfreunde, overige gedeelte opgebroken |
| Gaildorf - Untergröningen | Obere Kochertalbahn              | 1435 mm      | 1903 - 2000  | Tot 2005 nog goederenverkeer                                                               |
| Vaihingen - Enzweihingen  | Vaihinger Stadtbahn              | 1435 mm      | 1904 - 2002  |                                                                                            |
| Amstetten - Gerstetten    | Lokalbahn Amstetten - Gerstetten | 1435 mm      | 1906 - 1996  | Museumlijn van de Ulmer Eisenbahnfreunde                                                   |
| Jagstfeld - Ohrnberg      | Untere Kochertalbahn             | 1435 mm      | 1907 - 1993  | Opgebroken, fietspad                                                                       |
| Reutlingen - Eningen      | Reutlinger Straßenbahn           | 1000 mm      | 1912 - 1944  | Overgenomen door de stad Reutlingen; in 1974 stilgelegd                                    |
| Reutlingen - Gönningen    | Gönninger Bahn                   | 1435 mm      | 1984 - 1985  | Voormalige WN-spoorlijn; tot Industriegebiet Betzingen door de stad Reutlingen overgenomen |
| Korntal - Weissach        | Strohgäubahn                     | 1435 mm      | 1984 - heden | Voormalige WN-spoorlijn; sinds 2009 in opdracht van ZSB                                    |
| Schorndorf - Rudersberg   | Wieslauftalbahn                  | 1435 mm      | 1994 - heden | In opdracht van ZVVW (daarvoor DB)                                                         |
| Böblingen - Dettenhausen  | Schönbuchbahn                    | 1435 mm      | 1996 - heden | In opdracht van ZVS (daarvoor DB)                                                          |

## Busonderneming
Sinds 1928 exploiteert de Württembergische Eisenbahn-Gesellschaft eigen buslijnen die zelfs deels de eigen spoorlijnen beconcurreerde, wanneer de buslijn parallel aan de spoorlijn liep. In 1955 werd de WEG-Kraftverkehrs-GmbH (WEG-KVG) opgericht, tot ongeveer 1996 hoorde ook een eigen transportbedrijf met eigen vrachtwagens hierbij.
Noemenswaardig is dat de WEG twee noodlijdende busondernemingen heeft gesaneerd; in 1987 de Heidenheimer Verkehrsgesellschaft (HVG) en in 1990 de Omnibus-Verkehrs Ruoff (OVR) in Waiblingen.
De WEG-KVG werd op 1 januari 2008 met zustermaatschappij OVR versmolten. De vier busstallingen van de voormalige WEG-KVG in Albstadt, Hemmingen, Neuenstadt en Neuffen met in totaal ongeveer 60 bussen en 115 medewerkers handelde tot 2012 onder de naam WEG. In het voorjaar 2012 werden de WEG-logos vervangen door OVR-logos. Daarmee treedt de OVR op alle 6 de locaties onder één naam op.